# Anoplodactylus xenus
Anoplodactylus xenus is een zeespin uit de familie Phoxichilidiidae. De soort behoort tot het geslacht Anoplodactylus. Anoplodactylus xenus werd in 1980 voor het eerst wetenschappelijk beschreven door Stock. 